# Alien Apocalypse
Alien Apocalypse ist ein US-amerikanischer Science-Fiction-Film von Josh Becker. Der 2005 veröffentlichte Fernsehfilm wurde für den Sender SyFy Channel produziert.

## Handlung
Die „Probe Mission“ kehrt nach 40 Jahren auf die Erde zurück. Die vier Astronauten müssen zu ihrem Entsetzen feststellen, dass die Erde mittlerweile von anthropomorphen Termiten beherrscht wird. Diese Außerirdischen haben die Menschheit in Gefangenenlagern zusammengetrieben und benutzen sie als Sklaven zur Holzverarbeitung und Rodung. Jeder Fluchtversuch wird mit dem Verlust eines Fingers bestraft. Die Aufsicht führen ein paar Menschen, die mit den Außerirdischen kollaborieren. Zu schwache Sklaven dienen den Termiten als Nahrung.
Kurz nach der Ankunft werden die vier gefangen genommen. Captain Chuck Burkes und eine Frau werden von den Außerirdischen exekutiert, Kelly und der Osteopath Ivan Hood werden in ein Arbeitslager gesteckt. Ihnen gelingt jedoch mit dem Widerständler Jeff die Flucht, wobei Ivan einen der Außerirdischen tötet. Kurz darauf wird Kelly jedoch wieder gefangen genommen und kehrt zurück ins Lager. Ivan und Jeff kommen nach Freedom Valley, einer kleinen Ortschaft aus Widerständlern, die auf die Rettung durch den Präsidenten Demsky warten. Ivan erklärt sich bereit, den Präsidenten zu suchen. Auf dem Weg dorthin begegnen ihnen immer wieder freie Menschen, denen Ivan durch seine medizinischen Fähigkeiten helfen kann. Bald wird er von allen nur „der Heiler“ genannt. Tatsächlich erreichen sie einen alten Bunker, wo sich die letzten Staatsmänner der Erde versteckt halten. Von ihnen hat jedoch jeder die Hoffnung verloren, der Präsident ist resigniert und malt nur Bilder. In einer flammenden Rede versucht Ivan den Präsidenten von einer Rebellion zu überzeugen, führt jedoch die Gruppe von Widerständlern dann selbst an.
Am Arbeitslager angekommen, gelingt es der kleinen Gruppe schließlich tatsächlich, die Gefangenen zu befreien und den Termitenhügel zu zerstören. Kurz danach werden sie allerdings von einem Panzer besiegt. Als Ivan exekutiert werden soll, erscheint jedoch der Präsident der Vereinigten Staaten mit einigen Getreuen und rettet die Gruppe. Gemeinsam organisiert man einen Widerstand, der von Hood geleitet wird und damit beginnt, Amerika von den Termiten zu befreien.

## Hintergrund
Josh Becker hatte die Idee zu Alien Apocalypse bereits 1988. Das Drehbuch entstand 1990, aber erst 2004 fand er im US-amerikanischen Kabelsender SyFy Channel einen potentiellen Geldgeber. 2004 wurde der Film in Sofia, Bulgarien abgedreht und dann 2005 ausgestrahlt. Anschließend erschien eine DVD zum Film. Als Hauptdarsteller wählte Becker seinen Jugendfreund Bruce Campbell und Renée O’Connor, die er während seiner Arbeit als Regisseur einiger Folgen von Xena kennenlernte. Ursprünglich war Xena-Darstellerin Lucy Lawless als Hauptdarstellerin vorgesehen, diese lehnte jedoch ab.
Im deutschsprachigen Raum erlebte der Film am 3. März 2007 seine Erstausstrahlung auf dem Sender SyFy, einem deutschsprachigen Pay-TV-Ableger des amerikanischen Sci Fi Channels. Eine DVD-Version wurde bereits am 1. Juni 2006 von VCL Film + Medien veröffentlicht.

## Kritik
Alien Apocalypse gilt als Trashfilm, der über einen lückenhaften Plot, schlechte CGI-Effekte und unglaubwürdige Darsteller verfügt. Die Handlung erinnert an den Film Planet der Affen. Als einziger Darsteller wird Bruce Campbell gelobt, der konsequent selbstironisch im Stil der Filme der Tanz der Teufel-Reihe agiert.